# Clio chaptalii
Clio chaptalii är en snäckart som beskrevs av John Edward Gray 1850. Clio chaptalii ingår i släktet Clio och familjen Cavoliniidae. Inga underarter finns listade i Catalogue of Life.